# Philodice
Philodice — рід серпокрильцеподібних птахів родини колібрієвих (Trochilidae). Представники цього роду мешкають в Центральній і Південній Америці. Раніше їх відносили до роду Колібрі-аметист (Calliphlox), однак за результатами молекулярно-філогенетичних досліджень 2014 і 2017 років, які показало поліфілітичність цього роду, вони були переведені до відновленого роду Nesophlox.

## Види
Виділяють два види:
- Колібрі-аметист гірський (Philodice bryantae)
- Колібрі-аметист рудочеревий (Philodice mitchellii)